# Crotalaria cylindrocarpa
Espèce
Synonymes
- Crotalaria pseudopodocarpa R.E.Fr.[1]

Crotalaria cylindrocarpa est une espèce de plantes à fleurs de la famille des Fabaceae et du genre Crotalaria présente en Afrique tropicale.

## Description
C'est une herbe vivace, généralement avec une souche ligneuse robuste et plusieurs tiges ascendantes ou étalées, pouvant atteindre une hauteur de 2 m.

## Distribution
Très répandue en Afrique tropicale, l'espèce est présente du Sénégal au Kenya, et vers le sud en Angola et en Zambie.

## Habitat
On la rencontre dans la savane, dans les endroits dégradés, tels ceux soumis aux feux, dans les champs, au bord des routes.